# Manuel Muñoz
Manuel Muñoz (Tocopilla, 28 aprile 1928 – Tocopilla, 17 dicembre 2022) è stato un calciatore cileno, di ruolo attaccante.

## Carriera
Prese parte con la Nazionale cilena ai Mondiali del 1950 e al Campeonato sudamericano nel 1955 e nel 1956.

## Palmarès

### Club

#### Competizioni nazionali
- Campionato cileno: 1

Colo-Colo: 1953